# 果蝠冠状病毒HKU9
果蝠冠状病毒HKU9（Rousettus bat coronavirus HKU9）是乙型冠狀病毒屬的一種病毒，於2006年由香港大學的研究團隊發表，在中國廣東的棕果蝠樣本中被發現，其基因組長約30000nt。除冠狀病毒皆有的複製酶與四種結構蛋白外，此病毒還具有NS3、NS7a與NS7b的三種輔助蛋白。其衣殼蛋白基因序列的下游還有長達1289nt的序列，是冠狀病毒中最長的，NS7a與NS7b的編碼序列即位於此。BLAST結果沒有發現任何已知的蛋白與這三種輔助蛋白的序列相似。
果蝠冠状病毒HKU9與果蝠冠狀病毒GCCDC1的關係較為接近，為乙型冠狀病毒屬的支系D（lineage），即Nobecovirus亞屬，與Sarbecovirus（SARS-CoV與SARS-CoV-2）和Hibecovirus（蹄蝠乙型冠狀病毒浙江2013）的關係較為接近。2010年，有研究顯示有棕果蝠體內同時被數種不同基因型的此病毒感染。此病毒隨後也在Macronycteris commersoni、黃毛果蝠與埃及果蝠等亞洲和非洲的蝙蝠體內測得。